# تری‌بوتیل‌تین اکسید
تری‌بوتیل‌تین اکسید (به انگلیسی: Tributyltin oxide) با فرمول شیمیایی C۲۴H۵۴OSn۲ یک ترکیب شیمیایی با شناسه پاب‌کم ۱۶۶۸۲۷۴۶ است. که جرم مولی آن ۵۹۶٫۱۱۲ g/mol می‌باشد. 